# Aelurillus cypriotus
Aelurillus cypriotus là một loài nhện trong họ Salticidae.
Loài này thuộc chi Aelurillus. Aelurillus cypriotus được Azarkina miêu tả năm 2006.